# Лоза, Евгения Фёдоровна
 Евге́ния Фёдоровна Лоза́ (род. 6 июля 1984, Антрацит, Ворошиловградская область, УССР, СССР) — российская актриса театра и кино.

## Биография
Родилась 6 июля 1984 года в шахтёрском городе Антраците (Луганская область, Украинская ССР). Родители — Фёдор Николаевич и Людмила Константиновна, инженеры-строители. Есть старшая сестра, которая живёт в Краснодарском крае.
С раннего детства много читала и сочиняла стихи. В возрасте десяти лет начала заниматься в детской театральной студии, обучаясь актёрскому мастерству. Была задействована во всех студийных сказочных постановках, получала небольшие гонорары.
В возрасте пятнадцати лет вместе с семьёй переехала в Москву.
В 2001 году поступила на актёрский факультет Школы-студии МХАТ на курс Константина Райкина с условием, что в течение полугода избавится от специфического говора — суржика. Однокурсниками были Глафира Тарханова, Елена Кутырёва (Аросьева), Алексей Бардуков, Артём Осипов и др.
По окончании первого курса института, летом 2002 года, была приглашена на небольшую роль подростка Ольги в телесериала «Марш Турецкого» (3-й сезон, фильм № 3 «Ржавчина»), в общей сцене с Александром Домогаровым. Сниматься в кино студентам Школы-студии МХАТ было категорически запрещено, поэтому Лоза не поставила в известность о предстоящих съёмках Райкина, надеясь на то, что к началу учёбы на втором курсе съёмочный процесс успеет закончиться, а учебный — не пострадает. Однако, закончив работу над своей первой киноролью, получила новое предложение от режиссёра Юрия Мороза — роль Наташи Терёхиной, девочки-инвалида, вундеркинда в математике, в телесериале «Каменская» (3-й сезон, фильм № 1 «Иллюзия греха»).
1 сентября 2002 года Лоза заявила Райкину, что играет в кино. Он поставил её перед выбором: либо она возвращается на занятия, либо продолжает сниматься, но тогда уходит из института. Через некоторое время, устав совмещать учёбу и съёмки, Лоза выбрала второе. Диплом о высшем актёрском образовании она так и не получила.

## Личная жизнь
С 22 августа 2019 года по 27 мая 2020 года состояла в браке с актёром Антоном Батыревым.

## Творчество

### Роли в театре

#### Государственный музыкальный театр Национального искусства
- 2009 — спектакль «Продаётся детектор лжи», трагикомедия по мотивам пьес Василия Сигарева (режиссёр — Владимир Назаров) — Ольга.
- 2023 — спектакль «Дурочка» (режиссёр — Алексей Лонгин) — Глаша.

### Фильмография
| Год       |    | Название                              | Роль |
| --------- | -- | ------------------------------------- | --- |
| 2003      | с  | Каменская                             | Наташа Терёхина                                                                                            |
| 2004      | ф  | К вам пришёл ангел                    | Лоза |
| 2005      | тф | Продаётся детектор лжи                | Ольга |
| 2006      | с  | Девять месяцев                        | Маша, медсестра                                                                                            |
| 2006      | ф  | Мой ласковый и нежный мент            | Светлана, ученица Людмилы Алексеевны Кораблёвой                                                            |
| 2006      | с  | Герой нашего времени                  | княжна Мери Лиговская                                                                                      |
| 2007      | ф  | Золушка.ru                            | Наташа Орехова (Попандопулус), бывшая невеста Андрея, жена Алекса                                          |
| 2007      | с  | И падает снег...                      | Женя, балерина                                                                                             |
| 2007      | ф  | Никогда не забуду тебя!               | Людмила Кораблёва (Мила), журналистка, сотрудница модного журнала                                          |
| 2007      | с  | Сеть                                  | Надежда |
| 2007      | с  | От любви до кохання                   | Раиса Беляченко, сестра Анастасии и Глеба                                                                  |
| 2008      | с  | Два цвета страсти                     | Александра, дочь Василия Долгопятова                                                                       |
| 2008      | с  | Мины в фарватере                      | Гуляева |
| 2008      | ф  | Пари                                  | Маша |
| 2008      | ф  | Полёт фантазии                        | Марина, любовница Виктора Бузова в Нижнем Новгороде                                                        |
| 2008      | тф | Разведчики. Война после войны         | Марина Орехова, лейтенант войск связи                                                                      |
| 2008      | с  | Украсть у…                            | Катя Вихрова, дочь полковника                                                                              |
| 2009      | с  | Две стороны одной Анны                | Алёна Данилова, жена Виктора                                                                               |
| 2009      | с  | Детективное агентство «Иван да Марья» | Екатерина                                                                                                  |
| 2009      | с  | След саламандры                       | Вера Михайловна Савицкая-Туранова                                                                          |
| 2009      | с  | Суд                                   | Виктория Мурзавецкая                                                                                       |
| 2010      | с  | Гаражи                                | Влада |
| 2010      | тф | Заложники                             | Алина, секретарша и любовница Воронцова                                                                    |
| 2010      | с  | Вендетта по-русски                    | Елена Панова, журналистка                                                                                  |
| 2010      | ф  | Варенье из сакуры                     | Надежда |
| 2010      | с  | Судьбы загадочное завтра              | Настя, проститутка                                                                                         |
| 2011      | тф | Гадкий утёнок                         | Настя Орлова, подруга Кристины и Ольги                                                                     |
| 2011      | тф | Дорогая моя доченька                  | Вероника / Катя                                                                                            |
| 2011      | ф  | Семь майских дней                     | Алёна |
| 2011      | тф | Лжесвидетельница                      | Ирина Никитина                                                                                             |
| 2011      | ф  | Чужие мечты                           | Женя |
| 2012      | с  | Закрытая школа (4-й сезон)            | Лариса Андреевна Одинцова, 35 лет, вирусолог, новый школьный и военный врач, возлюбленная Виктора Полякова |
| 2011—2012 | с  | Я приду сама                          | Александра Емельянова, медсестра                                                                           |
| 2013      | ф  | Мотыльки                              | Марьяна, врач, старшая сестра Али Широковой                                                                |
| 2014      | ф  | Домик у реки                          | Анна, художница                                                                                            |
| 2014      | с  | Там, где ты                           | Кристина Козлова                                                                                           |
| 2014      | с  | Узнай меня, если сможешь              | Алиса Войцеховская                                                                                         |
| 2015      | ф  | Любовь на четырёх колесах             | Олимпиада (Липа)                                                                                           |
| 2015      | ф  | Пиковая дама: Чёрный обряд            | Марина, мать Ани                                                                                           |
| 2016      | с  | Всё по закону                         | Варвара |
| 2016      | ф  | Ведьма                                | Надежда, ведьма                                                                                            |
| 2016      | ф  | Вчера. Сегодня. Навсегда              | Лариса Золотарёва                                                                                          |
| 2016      | ф  | Забудь меня, мама!                    | Марина Березина, судья, дочь Антонины                                                                      |
| 2016      | с  | Восток-Запад                          | Татьяна Мельникова                                                                                         |
| 2017      | ф  | Королева «Марго»                      | Маргарита Мартынова (Королева «Марго»), парикмахер в салоне красоты «Натали»                               |
| 2017      | ф  | Не в деньгах счастье                  | Виктория Николаевна Невская                                                                                |
| 2017      | ф  | Секрет неприступной красавицы         | Елена |
| 2018      | ф  | На качелях судьбы                     | Катерина                                                                                                   |
| 2018      | ф  | Ты моя любимая                        | Алёна |
| 2018      | ф  | Роза и чертополох                     | Ольга |
| 2019      | с  | Артист                                | Настя |
| 2019      | с  | Не смей мне говорить «Прощай»!        | Катя Свиридова                                                                                             |
| 2020      | с  | Расколотые сны                        | Кира / Аделина                                                                                             |
| 2020      | с  | Три истории любви                     | Светлана                                                                                                   |
| 2020      | ф  | Найди нас, мама!                      | Алёна |
| 2022      | ф  | Пианистка                             | Маша |
| 2024      | с  | Красный 5                             | Марина |

### Участие в видеоклипах
- 2002 — «Ретро-трамвай» — исп. Владимир Назаров.
- 2003 — «Адреналин» — исп. Евгения Лоза.
- 2008 — «Я с тобой» — исп. группа «Звери».
- 2015 — «Где же ты здесь?» — исп. «Neopoleon».
- 2018 — «Найкраща» — исп. Александр Пономарёв.
- 2023 — «Оболочка» — исп. «Нигатив».